# Мортерач (ледник)
Ледникът Мортерач (Morteratsch) се намира в Алпите (Ретийски Алпи, масив Бернина). Разположен на северния склон, той е най-голям в масива, но отстъпва далеч зад първенците на планината - Алечкият ледник, Мер дьо Глас и Горнер. Глобалното затопляне си казва думата и Мортерач осезателно се отдръпва - от 1973 г. насам дължината му е намаляла от 7 на 5,8 км.
Мортерач се формира на височина над 3800 м в подножието на върховете Мортерач, Бернина, Аржиент и Зупо. На височина 2700 м, под стърчащите скали на Исла Перс, той се слива с близкия ледник Перс, който тръгва от подножието на връх Палю. Краят му (ледниковата яка) е на около 2020 м надморска височина. Оттича се в река Ин (долината Енгадин) и оттам в Дунав. На около три километра под ледника се намира железопътната спирка Мортегач, където минава известният Бернина Експрес. Всеки ден стотици туристи слизат там, за да го видят.